# Koeanda (rivier)
De Koeanda (Russisch: Куанда) of Konda (Конда) is een 196 kilometer lange rivier in het zuiden van Siberië. De rivier stroomt door het district Kalar in het noorden van de Russische kraj Transbaikal en is een zijrivier van de Vitim binnen het stroomgebied van de Lena.

## Geografie
De Koeanda ontstaat op een hoogte van ruim 1000 meter op de uitlopers van het Kalargebergte (onderdeel Stanovojgebergte) vanuit het Leprindokanmeer. De rivier stroomt eerst naar het zuiden en dan naar het westen, tussen de Kodar in het noorden en het Kalargebergte en het Zuid-Moejagebergte in het zuiden. In de bovenloop heeft de Koeanda een smalle rivierbedding met kleine rivierterrassen, die bedekt zijn met lariksbossen. Vervolgens stroomt het door een tektonisch bekken van 9 tot 11 kilometer breed met geleidelijk oplopende oevers aan noordzijde en steile oevers aan zuidzijde. Hier vormt het over geruime afstand een vlechtende rivier met een zijtak: de Ejekma. Op de uitlopers van de bergen groeien lariksbossen met een mengeling van dennen en Betula fruticosa. De riviervlaktes van de rivier zijn moerassig. Na de samenvloeiing met de Namarakit vervolgt de rivier haar loop door een 50 tot 100 meter brede kloof met steile oevers van meer dan 300 meter hoog. Er liggen zandbanken in de rivier, die soms begroeid zijn met wilgen. In de riviervlaktes van de Koeanda groeien Betula fruticosa, wilgen, struikganzerikken, spirea, rijsbessen, Rhododendron groenlandicum en Chamaedaphne calyculata.
De rivier telt 62 zijrivieren, waarvan 44 korter dan 10 kilometer zijn. Ook liggen er 733 meren en meertjes in het stroomgebied met een totale oppervlakte van 47,8 km². Vanwege de beperkte diepte is de rivier alleen bevaarbaar voor kleine motorboten.

## Bruggen
De Spoorlijn Baikal-Amoer steekt 26 kilometer ten oosten van de gelijknamige plaats Koeanda de rivier over. Ernaast werd begin jaren 1980 voor de  bouw van deze spoorlijn een tijdelijke brug aangelegd (de Koeandabrug), die ook na de aanleg in brand werd gestoken om deze buiten gebruik te stellen. De metalen onderbouw bleef echter staan en werd alsnog gebruikt door autoverkeer, hoewel deze daar niet geschikt voor was. In de jaren 2010 verkeerde de brug in dusdanig slechte staat dat deze werd opgenomen bij de top 10 van gevaarlijkste bruggen ter wereld. In 2018 werd een van de pijlers onder de brug verwoest door kruiend ijs, zodat de rivier hier alleen nog 's winters kan worden overgestoken. De kosten van de aanleg van een nieuwe brug werden in 2018 geschat op 1,5 miljard Roebel, maar gezien het beperkte verkeer is het maar de vraag of deze wordt aangelegd.

## Hydrologie
Het debiet werd gedurende 14 jaar (van 1977 tot 1990) gemeten in de plaats Koeanda, op een hoogte van 485 meter ongeveer 66 kilometer van de monding. Het gemiddelde jaarlijkse debiet bedroeg toen 41,2 m³/s voor iets minder dan de helft van het stroomgebied (3.160 km²). De Koeanda kent als gemengde rivier een grote waterafvoer als gevolg van smeltwater en zomerregens. Het hoogwaterseizoen loopt van de late lente (juni) tot de vroege herfst (september), waarbij als gevolg van smeltwater de piek in juni ligt en de waterafvoer door zomerregens ook de maanden erna hoog blijft. In oktober volgt een ongeveer 6 maanden durende periode van laagwater als gevolg van de zeer lage temperaturen tijdens de Oost-Siberische winter. Het gemiddelde maanddebiet daalt in februari tot 2,26 m³/s (ongeveer 2% van dat in juni).
|                                |
| Gegevens berekend over 14 jaar |

## Zijrivieren
De belangrijkste zijrivieren zijn:
- Ejmnach (Эймнах) - van links
- Oedjakit (Удякит) - van rechts
- Poerelag (Пурелаг) - links
- Baronka (Баронка) - rechts
- Verchni Kan (Верхний Кан) - rechts
- Nizjni Kan (Нижний Кан) - rechts
- Namarakit (Намаракит) - links
- Nalegar (Налегар) - links
- Norozjiety (Норожиетый) - links
- Sjoelban (Сюльбан) - rechts
- Mokroeja (Мокруя) - rechts
- Koeda-Malaja (Куда-Малая) - rechts
- Moenkoeloer (Мункулур) - rechts